# Provincia de Roma
La provincia de Roma (del italiano: provincia di Roma) fue una provincia de la región del Lacio, en Italia. Su capital era la ciudad de Roma, que además es la capital de la república.
Tenía un área de 5352 km² y una población total de 4 197 209 habitantes (enero de 2011).
El 1 de enero de 2015 fue reemplazada por la ciudad metropolitana de Roma Capital.

## Municipios
Había 121 municipios en la provincia, y los principales (al 28 de febrero de 2009) eran:
| Municipio           | Población |
| ------------------- | --------- |
| Roma                | 2.726.539 |
| Guidonia Montecelio | 74.511    |
| Fiumicino           | 58.394    |
| Civitavecchia       | 50.985    |
| Tívoli              | 50.951    |
| Velletri            | 50.592    |
| Anzio               | 47.784    |
| Pomezia             | 47.465    |
| Nettuno             | 41.398    |
| Ciampino            | 37.933    |
| Marino              | 37.424    |
| Albano Laziale      | 36.778    |
| Monterotondo        | 36.647    |
| Ladispoli           | 35.323    |
| Ardea               | 34.625    |
| Cerveteri           | 32.456    |
| Fonte Nuova         | 24.950    |
| Genzano di Roma     | 22.607    |
| Colleferro          | 21.614    |
| Frascati            | 20.311    |
| Grottaferrata       | 19.849    |
| Mentana             | 18.623    |
| Palestrina          | 18.175    |
| Ariccia             | 18.062    |
| Anguillara Sabazia  | 16.624    |
| Santa Marinella     | 16.531    |
| Bracciano           | 15.785    |